# Monasterio de Comana
El monasterio de Comana (en rumano: Mănăstirea Comana) es un monasterio de la Iglesia ortodoxa rumana situado en la ciudad de Comana, en el distrito de Giurgiu (Rumania).

## Datos históricos
El monasterio original fue fundado y ordenado construir por Vlad Tepes en 1461, para que sirviera como un monasterio-fortaleza. El recinto sobre el que se levantó es una zona pantanosa. Antiguamente estaba rodeado de agua, pudiendo acceder solo a través de una barca. En la actualidad, está sobre tierra firme, muy cerca de los pantanos de la región al sur de Bucarest. 
El monasterio acabó por deteriorarse décadas después de su construcción, y su estructura original fue demolida y reconstruida en el año 1589, por orden de Radu Serban, futuro príncipe de Valaquia, bajo la advocación de Nicolás de Bari y fortificada con murallas y cinco torres. El monasterio tuvo otras dos importantes reformas, la primera entre 1699 y 1703, por orden de Șerban Cantacuzino, y la segunda entre los siglos XVIII y XIX.
En 1861, fueron encontrados los cimientos del recinto original que fundara Vlad Tepes en el siglo XV, en una expedición dirigida por Ioan Brezoianu.
Durante unos trabajos arqueológicos realizados en la década de 1970, se encontró un ataúd que contenía los restos de un cuerpo sin cabeza. La leyenda dice que se trata del cuerpo del mismo Vlad Tepes, quien como fundador del monasterio tenía el derecho de morar en él.